# Kim Szarang
Kim Szarang (1978. január 12. –) dél-koreai modell és színésznő, egykori Miss Korea-szépségkirálynő. A Jongin Egyetemen végzett hagyományos koreai zeneművészet szakon, keresztény neveltetést kapott. Számos filmben és doramában szerepelt. A Secret Garden című televíziós sorozatban többször is viccelődnek azon, hogy az általa alakított Junszul „szebb mint Miss Korea”.

## Filmográfia

### Filmek
- 2007: Radio Days (라듸오 데이즈)
- 2006: Who Slept with Her (누가 그 여자와 잤을까?)
- 2003: Love is Impossible (남남북녀)
- 2002: Man is Born (남자 태어나다)

### Televíziós sorozatok
- 2000: 천사의 분노 (SBS)
- 2001: What in the World (어쩌면 좋아) (MBC)
- 2001: Mina (KBS)
- 2002: Love (정/情, SBS)
- 2003: Thousand Year's Love (천년지애/千年之愛, SBS)
- 2005: A Love to Kill (이 죽일 놈의 사랑, KBS)
- 2007: King and Me (SBS)
- 2008: Tokyo Showers (SBS)
- 2010: Secret Garden (SBS)
- 2015: Beloved Eun-dong (JTBC)